# Солянковые (триба)
Солянковые (лат. Salsoleae) — триба травянистых растений семейства Маревые (Chenopodiaceae).

## Описание
В основном листовые и стеблевые суккулентные галофитные, ксерогалофитные, ксерофитные и рудеральные растения. Листорасположение у наиболее примитивных представителей очерёдное, у более продвинутых супротивное. Растения в основном голые, с пучком гибких волосков в узлах или пазухах листьев и цветков. Фотосинтез осуществляется преимущественно по типу C4, реже встречаются C3-фотосинтез и промежуточные типы C3-C4. Произрастают в основном в песчаных, каменистых и гипсовых пустынях.

## Классификация
Самая большая триба в семействе маревые, включает около 30% всех известных в семействе родов. По данным NCBI, триба включает в себя следующие роды:
- Anabasis L. — Ежовник
- Cornulaca Delile — Корнулака
- Fadenia Aellen & C.C.Towns. — Фадения
- Girgensohnia Bunge — Гиргенсония
- Halogeton C.A.Mey. ex Ledeb. — Галогетон
- Halothamnus Jaub. & Spach
- Haloxylon Bunge — Саксаул
- Hammada Iljin
- Horaninovia Fisch. & C.A.Mey. — Гораниновия
- Noaea Moq. — Ноэа
- Ofaiston Raf. — Офайстон
- Rhaphidophyton Iljin — Рафидофитон
- Salsola L. — Солянка typus
- Sympegma Bunge — Симпегма
- Traganum Delile — Траганум
- Turania — Турания
- Xylosalsola Tzvelev

## Распространение
Представители трибы встречаются в Африке, Европе, Центральной и Восточной Азии. Два вида Salsola kali и Salsola tragus отмечены в Австралии.  Некоторые виды также были завезены в Америку.